# Noise of You
Noise of You je píseň velšského hudebníka Johna Calea. Pochází z jeho studiového alba Mercy, vydaného 20. ledna 2023, a poprvé vyšla jako třetí (a poslední) singl z této desky 11. ledna 2023. Cale píseň popsal jako milostnou, zároveň však upozornil, že „nemá tendenci romantizovat představu lásky“. K písni byl natočen videoklip, režírovaný Pepi Ginsbergovou. Píseň byla pro klip upravena, obsahuje přidané mluvené slovo, ve kterém Cale popisuje vznik písně. říká mimo jiné, že „když jsem začal tuto píseň skicovat, bylo to celé o atmosféře. Připomnělo mi to zimní období v Praze.“ Videoklip byl natočen v New Yorku a okolí a záběry jsou doplněny fotografiemi Calea od dětství až do současnosti. Cale píseň označil za svou nejoblíbenější z alba.
V původní nahrávce písně hrají členové Caleovy kapely (Dustin Boyer, Joey Maramba, Deantoni Parks) a devítičlenné smyčcové těleso. Nahrávku mixoval Mikaelin „Blue“ BlueSpruce.
Píseň poprvé naživo zazněla při prvním koncertu turné Mercy Tour 6. února 2023 v Liverpoolu, později ji Cale s kapelou hráli při řadě dalších vystoupení.
Časopis Paste zařadil „Noise of You“ mezi deset nejlepších písní týdne. Do podobného žebříčku, jedenácti nejlepších písně týdne, ji zařadil magazín Under the Radar.

## Obsazení
- John Cale – zpěv, syntezátory, klávesy, bicí
- Dustin Boyer – kytara
- Joey Maramba – baskytara
- Deantoni Parks – akustické bicí, tympány
- Matt Fish – violoncello
- Ian Walker – kontrabas
- Eric Gorfain – housle
- Daphne Chen – housle
- Marissa Kuney – housle
- Jenny Takamatsu – housle
- Caroline Buckman – viola
- Leah Katz – viola
- Rodney Wirtz – viola